# Adeline von Schimmelmann

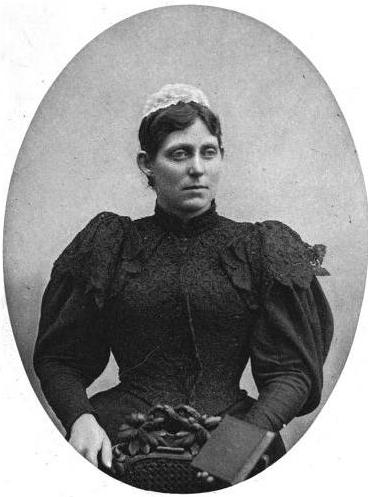
Adeline Gräfin Schimmelmann

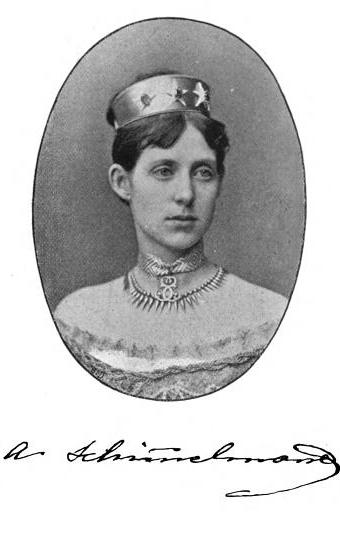
Adeline Gräfin Schimmelmann als junge Frau

Zeitungsanzeige – Einladung zu Vorträgen von A. von Schimmelmann

Adeline Karoline Luise Gräfin von Schimmelmann (* 19. Juli 1854 in Ahrensburg; † 18. November 1913 in Hamburg) war eine deutsche Evangelistin und die Gründerin einer Seemannsmission.

## Leben
Adeline Gräfin Schimmelmann war die Tochter von Ernst Graf von Schimmelmann und Adelaide Gräfin von Schimmelmann, geb. von Lützerode (1823–1890). Olga von Lützerode war ihre Tante. Sie wuchs im Schloss Ahrensburg auf. Ihre ältere Schwester Fanny (1846–1918) war mit dem Grafen und preußischen Generalleutnant August zu Solms-Wildenfels (1823–1918) verheiratet.
Von 1872 bis 1890 war Schimmelmann Hofdame der Kaiserin Augusta und nahm in dieser Funktion vor allem repräsentative Aufgaben wahr. Im Februar 1886 hörte sie in Berlin einen Vortrag des bekannten Pfarrers und Volksschriftstellers Otto Funcke, dem sie im Rückblick ihre Bekehrung zuschrieb. Als sie sich im August 1886 zur Erholung auf der Insel Rügen im Ort Göhren aufhielt, lernte sie das Elend der dort arbeitenden Fischer kennen, die sich nach dem Aufkommen des Tourismus ihrer Lebensgrundlage beraubt sahen.
Schimmelmann konzipierte daraufhin am Göhrener Salzlagerplatz (Solthus) ein Seemannsheim. Es bot 50 Personen Platz und wurde 1887 eingeweiht. Später kaufte sie auch Grundstücke auf der Insel Oie und in anderen Orten entlang der Küste, um dort weitere Heime einzurichten. Insbesondere bemühte sie sich um die Bekämpfung des unter den Fischern weit verbreiteten Alkoholismus. Dafür predigte sie auch an den Stränden Rügens und setzte sich – entgegen dem Zeitgeist – auch für das Frauenwahlrecht ein. Als mit dem Tod der Kaiserin 1890 ihre Tätigkeit als Hofdame endete, konnte sie sich ganz ihren karitativen Projekten widmen.
Die in Kopenhagen lebenden Geschwister der Gräfin waren mit diesen Geldausgaben nicht einverstanden, beorderten sie 1893 unter vorgeschobenen Gründen nach Kopenhagen und wiesen sie mit falscher Diagnose in eine psychiatrische Einrichtung ein. Im April 1894 erwirkten Freunde die Entlassung. In ihren Streiflichtern schildert sie, wie Teile der Verwandtschaft ihre Villa verwüsteten, ihr Eigentum zerstörten oder raubten und ihre Gefolgsleute unter fadenscheinigen Gründen kriminalisiert wurden.
Seit 1894 wirkte Schimmelmann in Deutschland, bald auch in anderen europäischen Ländern, als freie Evangelistin. Sie bereiste mit ihrer Yacht Skandinavien, England und Italien, wo sie sich ebenfalls für ein besseres Leben der Seeleute engagierte. Von 1898 bis 1900 bereiste sie die USA und Kanada, wo sie gut besuchte Vorträge hielt. Auch hier organisierte sie die Versorgung von Seeleuten.
Schimmelmann schrieb zahlreiche Traktate, wurde allerdings von der Kirche nicht unterstützt. Männliche Pastoren sahen in der sogenannten Pietistin vielfach eine Konkurrenz, zumal sie auch Teile der etablierten Kirche sowie die Diakonissen kritisierte. Als Schriftstellerin war sie nach Aussage der Hamburger Professorin und Forscherin Ruth Albrecht jedoch nur mäßig begabt.
Mit Unterstützung durch ihren Adoptivsohn Paul und aus dem Adel gründete sie 1906 eine internationale Mission und gab die Zeitschrift Leuchtfeuer heraus.
In ihren letzten Lebensjahren baute sie ein altes Hofgut bei Bischofsheim in der Rhön (heute „Schloss Holzberghof“) zu einem Schloss aus, das ihr Adoptivsohn Paul Frederik Graf Schimmelmann (1873–1936) bis 1919 bewohnte.
Ihr Einsatz für Bedürftige brachte sie jedoch bald an ihre körperlichen Grenzen und in den finanziellen Ruin. 1913 starb sie verarmt in Hamburg. Sie wurde in Ahrensburg begraben. Pastor Funcke verfasste den Nachruf.

## Schriften (Auswahl)
- Aus dem Tagebuch der Gräfin Adeline Schimmelmann, Rostock 1896.
- Streiflichter aus meinem Leben am deutschen Hof, unter baltischen Fischern und Berliner Sozialisten und im Gefängnis. Berlin 1898 (Nachdruck, hrsg. von Jörg Ohlemacher, Leipzig 2008).

Englische Ausgabe: Glimpses of my life at the German Court, among Baltic fishermen and Berlin Socialists and in prison including ‘A home abroad’, by Pastor Otto Funcke. Edited by W. Smith Foggett, Pastor of the English Reformed Church, Hamburg. Hodder & Stoughton, London 1896 (Digitalisat).
- Sechs Vorträge, Selbstverlag, Stuttgart 1901.